# Абас I Велики
Абас I (на персийски: شاه عباس بزرگ), наричан Велики, е шах на Иран от 1587 до 1629 година. Той е петият поред, с най-успешното управление владетел от династията на Сефевидите и третият син на шах Мохамед (управлявал в периода 1578 – 1587 година).
Коронясването на Абас става в трудно време за иранската държава. Неговият баща е слаб владетел и Иран е разделен между различните подразделения на армията на къзълбашите, които убиват майката и по-големите братя на Абас. Враговете на Иран – Османската империя и узбеките се възползват от политическата нестабилност в страната и завземат нови територии. През 1587 г. един от къзълбашките лидери убива шах Мохамед и коронясва 16-годишния Абас с надеждата, че неговата младост и неопитност ще доведат държавата до упадък. Но новият шах се оказва не така послушен, както враговете очакват. Той успява да ги разбие и да върне Иран по пътя на възхода. По-късно успява да опази държавата от нашествията на португалците и моголите (индийска династия, произхождаща от владетелите на Монголската империя). Той е и голям строител, премества столицата на държавата от Казвин в Исфахан. По-късно ослепява и захвърля в тъмници собствените си синове.

## Ранни години
Абас I Велики е роден на 27 януари 1571 г. в град Херат (дн. в Афганистан, тогава един от двата големи града в Хорасан). Син е на Мохамед Ходабанда, тогава принц на Иран и управител на едноименната провинция, и на Хаир Ал-Ниса Бегум, дъщерята на управителя на Мазандаран. Последовател е на шиитския клон на исляма. До 1576 година, когато Абас навършва 5 години, владетел на Иран е дядо му Тахмасп I. Когато Абас е на 4 години, Тахмасп изпраща Мохамед в Шираз, където климатът е по-добър за крехкото му здраве. Традицията повелявала поне един принц с благородна кръв да живее в Хорасан, така че Тахмасп прави Абас формален управител на провинцията въпреки невръстната му възраст и последният остава в Херат.
През 1578 г. бащата на Абас става владетел на империята и скоро след това съпругата му започва да доминира в правителството. Тя почти не отделя време за 7-годишния Абас и вместо това прокарва интересите на по-големия му брат Хамза. Кралицата се оказва неудобна за силната къзълбашка армия и е удушена на 26 юли 1579 г. Абасовият баща се оказва слаб владетел, от което се възползват враговете на империята, Османската империя и узбеките, които разширяват земите си в Иран и започват открито да се месят във вътрешните работи на страната. През 1586 г. Хамза е убит по неизвестни причини. Съществува опасност следващият убит да е по-малкият му брат Абас.
На 14 години Абас става подвластен на Моршид Коли Хан, един от лидерите на къзълбашите в Хорасан. През 1587 г. голяма узбекска армия превзема Хорасан. Къзълбашите отвличат Абас и пътуват до столицата Казвин, където детронират тогавашния владетел Мохамед, но пощадяват живота му. На 1 октомври 1587 г., 16-годишен, Абас е коронясан като законен наследник на своя баща.

## Абсолютен монарх

### Абас поема контрола
След коронясването си, младият владетел е изправен пред трудна задача – управлението на една разкъсана и нестабилна империя. На северозапад турците завземат територии (включително и богатия град Тебриз), а на североизток узбеките контролират повече от половината Хорасан. Допълнителна заплаха е и силната къзълбашка армия, която има много поддръжници в приближението му. Тя убива кралицата през 1579 г. и най-големия му брат през 1583. Също е и вероятен извършител на убийството на втория му брат – Хамза през 1586 година.
Първоначално Абас се заема с наказването на убийците на майка си, като екзекутира четирима от тях, а другите трима изпраща на заточение. Следващата му цел е да се освободи от властта на „регента“ си Моршид Коли Хан, който чрез различни начини (жененето на Абас за вдовицата на Хамза и негова братовчедка от рода на Сефевидите) започва малко по малко да го измества от трона. По това време узбеките продължават своето нашествие в Хорасан. Владетелят бързо разбира, че това води до отслабването на собствената му власт, и разпорежда Моршид да бъде убит. Това се случва на 23 юли 1589 г. по време на пиршество в двореца. Така Абас започва едно еднолично управление.
След това младият шах се заема със стабилизирането на положението в Иран, преди да бъде превзет от чуждестранните си врагове. Той подписва мирен договор с Османската империя и ѝ дава провинциите Азърбайджан, Карабах и Ганджа, както и част от Грузия, Лурестан и Кюрдистан.

### Намаляване силата на къзълбашите
Още от началото на сефевидското управление в Иран, къзълбашите имат високо положение в иранското общество и заемат важни постове. За да редуцира силата им, Абас се обръща към друга прослойка от обществото – т.нар. гулами (което в превод значи роби). Такива са грузинците, арменците, черкезите и други, които приемат исляма и се издигат до ниски постове в армията и администрацията. Абас рязко ги издига в йерархията. Например грузинският Алахверди хан става губернатор на богатата провинция Фарс. Така измества къзълбашките лидери от високите постове в провинциите, където живеят техните племена. Това отслабва племенната им общност. Това, заедно с възникналите бюджетни проблеми кара къзълбашките вождове да се подчинят на Абас.

### Реформа в армията
Младият шах прави грандиозна реформа в армията преди Иран да попадне в ръцете на османските и узбекските нашественици. Той създава армия от 40 000 гулами и иранци, които да се бият редом с традиционните сили. Тя съдържа и от 10 000 до 15 000 души кавалерия, въоръжена с мускети и други оръжия, един корпус мускетари (около 12 000 души) и още един артилерия (отново 12 000 души). Освен това Абас прави своя лична гвардия от 3000 гулами.
Също така той включва в армията и чуждестранни сили, най-вече от братята Антъни и Робърт Шърли, дошли като пратеници от Есекс през 1598 г., за да обсъждат идеята за антиосмански съюз. Другата цел на тази реорганизация е да се намали бройката на къзълбашите в армията.

## Военни кампании

### Войната с узбеките
Първият завоевателен поход на Абас е с цел освобождаването на Хорасан от узбекска власт. Атаката започва през април 1598 г. Един от двата главни града на провинцията – Мешхед, е превзет лесно. Узбекският лидер Дин Мохамед Хан се укрепва в другия такъв – Херат. Абас примамва узбекската армия извън стените на града, а на 9 август 1598 г. се състои решаващото сражение, в резултат от което Херат е възвърнат, а ханът – предаден от собствената си армия и убит от свитата си на пътя. Така североизточната граница е обезопасена и Абас се насочва към западните части, където заплахата са османците.

### Войната с Османската империя
В резултат от мирния договор от 1589 – 90, Абас е смятан почти изцяло за османски васал. През 1602 г. владетелят решава, че е крайно време да се заеме с османската заплаха. След редица арогантни изисквания от турския посланик, Абас обръсва брадата на дипломата и я праща на султана в Истанбул, което се смята за обявяване на война. Първоначално младият персийски шах си възвръща Нахованд и унищожава крепостта в града, която османлиите планират да превърнат в база за атаките срещу Иран. През следващата година Абас потегля на ловна експедиция в Мазандаран заедно със свои приближени. Това е само тактически ход, за да бъдат заблудени османските шпиони в неговия двор. Истинската му цел е Азербайджан. Той променя курса към Казвин, за да събере голяма армия за превземането на Тебриз, който вече десетилетия е в османски ръце. По това време иранците създават голяма артилерия и полуразрушеният след османската инвазия град скоро пада. Армията се насочва към Ереван, столица на Армения и една от най-важните османски крепости в Кавказ. Тя е обсадена и пада през юни 1604 г. Заедно с нея османлиите губят и верността на арменците, грузинците и кавказците. Но шахът не е сигурен относно бъдещите действия на новия османски султан – Ахмед I. Изминава една година в затишие. През 1605 г. Абас праща своя военачалник, Алахверди хан, да пресрещне турските сили по бреговете на езерото Ван. На 6 ноември 1605 г. иранците побеждават османлиите при Суфиян, близо до Тебриз.
Следват няколко години мир, през които османлиите внимателно планират бъдещите си атаки. Техните планове са наблюдавани отблизо от ирански шпиони. Абас научава, че враговете му смятат да започнат инвазия през Азербайджан, после да превземат Тебриз, да се придвижат от Ардабил в Казвин и после да построят там база, откъдето да превземат цяла Персия. Абас решава да им заложи капан. Той иска османлиите да навлязат в страната и тогава той да ги разгроми. За целта той изселва Тебриз и чака в Ардабил заедно с армията си. През 1618 г. османската армия, водена от турския велик везир, лесно превзема Тебриз. Предводителят изпраща пратеник при шаха предлагайки му мир, скрепен с връщане на териториите, които Османската империя губи след 1602 г. Абас естествено отказва и съобщава, че е готов да запали Ардабил и да отстъпи навътре в Персия, отколкото да се бие с османлиите. Когато везирът чува тези новини, той решава веднага да поеме към града. Абас само това и чака. Неговата армия от 40 000 души се скрива по кръстопътищата и обсажда османците. Битката завършва с блестяща победа за Иран.
През 1623 г. Абас решава да си върне Месопотамия, загубена при неговия дядо Тахмасп I. Той претендира, че ще ходи на поклонение с армията си в шиитските светилища в Кербала и Наджаф, но всъщност превзема Багдад. Унищожава османската армия в опита ѝ да си върне града през 1624 г. След смъртта му, през 1638 г., Османската империя си възвръща града и персийско-османският конфликт най-накрая е разрешен.

### Кандахар и моголите
Иран е традиционен съюзник на Индия срещу узбеките. Моголският император Хумаюн дарява дядото на Абас – Тахмасп I, с провинцията Кандахар, за да му благодари за възвърнатия си трон с неговата помощ. През 1590 г., възползвайки се от положението в Иран, наследникът на Хумаюн – Акбар Велики, възвръща подарената територия на страната си. Абас продължава мирните си отношения с Индия, като винаги подлага под въпрос Кандахар. Накрая, през 1620 г., става дипломатически инцидент, като причината е, че иранският посланик отказва да се поклони пред император Джахангир. Това става причина за война между двете страни. Индия по това време е разяждана от размирици сред бедното население. Персийският шах осъзнава, че е нужно само светкавично нашествие, за да си върне Кандахар, без да има някакви намерения да се разширява по-навътре в индийската територия. Джахангир не отстъпва, но вече е невъзможно да си върне превзетата провинция.

### Война с португалците
През 16 век португалците създават бази по крайбрежието на Персийския залив. През 1602 г. армия под командването на Имам Кули Хан от семейство Ундиладзе ги прогонва от Бахрейн. През 1622 г., с помощта на 4 английски бойни кораба и 5 пинасии, си връща Ормуз, дотогава португалска колония. Той прави острова търговски център с ново пристанище – Бандар Абас. Въпреки че е близо до търговски морски пътища, той никога не процъфтява.

## Шахът и неговите интереси

### Новата столица Исфахан
През 1598 г. Абас премества столицата от Казвин в по-централния и по-ирански Исфахан. Там той създава нови джамии, бани, училища и кервансараи. Така Исфахан става един от най-хубавите градове на света, сравняван с Багдад и Истанбул. Роджър Сейвъри пише: „Нищо след Багдад през 8 век при халиф Ал-Мансур не е такъв голям пример за градоустройствен план, а обхватът и планът на Исфахан просто засенчват статута му на столица на империята.“ Някои от най-известните шедьоври на архитектурата в града са: Шахската джамия, Джамия на шейх Лотфолах, дворците Али Капу и Чехел Сутун, както и площадът Нагш-е Джахан, на който са построени покрити пазари. От двете страни на главната улица са направени великолепни градини.

### Изкуства
Абас подкрепя финансово изкуствата в империята и най-вече изобразителното изкуство. По негово време се изработват едни от най-красивите произведения на изкуството в иранската история. Едни от най-добрите художници са Реза Абаси, Мохамед Касим и други. Исфахан се превръща в център на изкуствата благодарение на своите ателиета, дюкянчета и работилници.

### Религия
Като всички други Сефевидски монарси, Абас принадлежи към групата на мюсюлманите шиити и почита Имам Хюсеин. През 1601 г. той прави поклонение на гробницата на Имам Реза в Мешхед, която е построена наново след като е разрушена при нашествията на узбеките в Хорасан. Същевременно Абас проявява толерантност и към сунитите, които съставлявали немалка част от населението на Иран, както и почти цялото население на Османската империя.
Абас е толерантен също така и към християните. Италианският пътешественик Пиетро дела Вале е изумен от познанията му за християнската история и теология и му помага да установи дипломатически връзки с европейските християни.
Християнска Армения е ключова провинция на границата между владенията на Абас и Османската империя. След 1604 г. Абас предприема политически мерки за опазване на този регион от нашествията на османските сили, като премества арменците в други части на империята. Много от тях отиват в Нова Джулфа – град, който шахът построява за тях близо до своята столица. Там е построена катедралата Ванк. Днес този град е квартал на Исфахан. Хиляди арменци загиват по пътя. Оцелелите се радват на голяма религиозна свобода в града. Шахът привлича и арменски търговци в града, с цел да развие иранската икономика. Градът се управлява от кмет (калантар), избиран чрез свободни избори. Името на града идва от местността Джулфа в Нахичеван, Азербайджан, откъдето идват повечето арменци, заселени в града. Други арменци са заселени в провинциите Гилян и Мазандаран. Те нямат такъв късмет. Абас планира да създаде втора столица в Мазандаран – „Фарахабад“ (в превод от фарси: Щастливо място), но климатът е неблагоприятен и съществува голяма опасност от заразяване с малария. Много от заселените загиват.
През 1614-15 г. Абас потушава въстание на грузинските християни в Кахетия, Грузия, избивайки 60 – 70 000 и депортирайки над 100 000 селяни в Иран. След въстанието шахът взема за заложник царя на Кахетия, Теймураз I, син на царица Кетеван. В края на краищата Теймураз е пуснат след няколко години в плен, но по същото време Грузия е унищожена от походите на Абас. Желаейки да предотврати война, царица Кетеван изпраща на шаха богати дарове и даже се предлага за заложница. Заменят я за внуците ѝ – Александър и Леван и тя прекарва в тъмница 10 години. Абас ѝ обещава да я направи царица на Иран, ако приеме исляма. След нейния отказ, в знак на отмъщение, той я измъчва до смърт с нажежени до червено щипци на 13 септември 1624.

## Контакти с Европа
Толерантността на Абас към християните е част от неговата политика на установяване на дипломатически контакти с християнска Европа и европейските сили. Целта му е най-вече да ги привлече на помощ в борба с общия враг – Османската империя. Тази идея не е оригинална – повече от век преди това Узун Хасан, владетел на част от Иран, изпраща мисии до венецианците за военна помощ. Обаче никой друг Сефевид не успява да направи такава дипломатическа крачка. Дядото на Абас Тахмасп I дори изпъжда от своя палат англичаните, водени от Антъни Дженкинсън, щом чува, че са християни. Абас напротив, казва: „Предпочитам прахта от обувките на най-низшия християнин пред най-висшия османски сановник“.. Главно за да търси съюзници във войните срещу Османската империя, той изпраща две дипломатически мисии в Европа.

### Първа дипломатическа мисия (1599 – 1602)
През 1599 Абас изпраща първата иранска дипломатическа мисия в Европа, водена от посланика Хюсеин Али Бег. Групата пресича Каспийско море и прекарва зимата в Москва, преди да отиде в Норвегия, Германия (където са приети в двора на император Рудолф II) и Рим (където се срещат с папа Климент VIII). Пътешествието завършва в двора на крал Филип III Испански. Макар че на връщане мисията претърпява корабокрушение край бреговете на Африка, тя е успешна, защото прави важна стъпка напред във взаимоотношенията между Иран (Персия) и Европа и дава начало на големия интерес към иранската култура от страна на европейците.

### Втора дипломатическа мисия (1609 – 1615)
Абас изпраща втора дипломатическа мисия в Европа през 1609, за да намери там съюзници срещу Османската империя. За водач на мисията бива назначен англичанинът Робърт Шърли. Посетени са градовете Краков, Прага, Флоренция, Рим, Мадрид и Лондон. На връщане групата се връща в Персия през Моголската империя. Шърли бива много добре посрещнат в тези държави, които са в конфликт с Османската империя. Той дори получава рицарско звание по време на посещението си в Прага, а императорът на Свещената Римска империя го прави пфалцграф (на латински: comes palatinus, в превод дворцов граф). След това продължава през Флоренция, Милано и Рим, където е посрещнат от папа Павел V. Мисията продължава в Испания. През 1611 г. Шърли достига Англия, но срещу него се изправя Левантската компания (на английски: Levant Company), която има интереси в Турция. Той се връща в Персия по вода, през нос Добра надежда и акостира в Индия, в устието на река Инд. Връща се окончателно в Исфахан през 1615 г. Всички негови спътници умират по пътя от отравяне. Тази мисия създава здрави връзки на Иран с Англия, които продължават векове наред. През 1624 г. Робърт Шърли повежда втора мисия в Англия, която установява търговски отношения между двете страни.

### Резултати
Чрез тези две мисии шахът създава връзки с Испания, главния европейски опонент на Османската империя. Абас ѝ дава права да проповядва християнството и да търгува в границите на Иран. Но препъни-камък в отношенията им се оказва Ормуз – португалско владение, оказало се в испански ръце през 1580, когато испанският крал узурпира португалския трон. Испанците поставят неизпълними условия, за да се откажат от Ормуз. Затова Абас създава връзки с английската Източноиндийска компания. Отношенията му с Германия се развалят, когато император Рудолф II сключва мир с османците. А отношенията с папата, Полша и Москва също не се радват на особен успех.
Най-голяма е ползата от връзките на шаха с англичаните, макар че Англия няма интерес да се сражава срещу Османската империя. Братята Антъни и Робърт Шърли пристигат през 1598 г. и помагат в реорганизацията на иранската армия. Интересът на Източноиндийската компания към страната води до това, че през 1622 г. четири английски кораба помагат на Персия да си върне Ормуз. Това е началото на англо-иранските търговски връзки, които продължават векове наред.

## Семейни трагедии и смърт
От петимата синове на Абас двама умират като деца, но останалите трима осигуряват наследяването на трона. Най-възрастният син, който е престолонаследник, се нарича Мохамед Бакир Мирза (1587 – 1615 г., по-известен на запад като Сафи Мирза. Той планира предателство заедно с черкезина Фахрад Бег, което кара Абас да реши да го екзекутира през 1615 г. Но впоследствие се отказва от това, като възлага на черкезина Бахрад Бег да убие сина му и това става в един хамам в Решт.
През 1621 г. шахът се разболява сериозно. Неговият наследник – вторият му син, кръстен на баща му, Мохамед Ходабанда, вече се виждал на трона и започнал да празнува, но Абас оздравял и ослепил и този си син за измяна. Привържениците на принца се опитват да му помогнат да избяга в Моголска Индия, с която да се съюзят и заедно да свалят шаха от трона. Заговорът обаче отново е разкрит, последователите на принца са убити, а той – заточен в крепостта Аламут, където по-късно е убит от последвалия Абас на трона, шах Сафи.
След това престолонаследник става третият му и последен син – Имам Коли Мирза, но и той е уличен в измяна като братята си. През 1627 г. бива ослепен и заточен в Аламут.
След всички тези предателства, Абас посочва за свой наследник своя внук – сина на Мохамед Бакир Мирза – Сам Мирза. Здравето на владетеля непрекъснато се влошава и той умира на 19 януари 1629 г. в двореца си в Мазандаран и е погребан в Кашан. След неговата смърт седемнадесетгодишният Сам е коронясан като персийски шах Сафи. След края на управлението му Иран е управляван от слаби владетели, в резултат на което Сефевидите губят властта си.

## Характер и наследство
Абас получава силна подкрепа от простолюдието. Той отделя голяма част от времето си, за да бъде сред него, като лично посещава базари и други обществени места в Исфахан. Шахът е описан като нисък на ръст, но физически издръжлив. Макар и с разклатено здраве през последните години от своето управление, той язди на дълги разстояния без да се налага да спи или да се храни.
На 19-годишна възраст Абас обръсва брадата си, запазвайки само мустаците. По този начин той създава нова мода в Иран – хората да носят само мустаци.
- Според Роджър Сейвъри: „Шах Абас I притежавал много качества, които му дават право да бъде наречен „Велики“. Той е добър тактик и стратег и негов главен приоритет била характерната му предпазливост. Той предпочита да печели с дипломация, а не с война и показва огромно търпение в постигането на желаните от него цели.“[72]

- Според Майкъл Аксуърти: „Абас е един талантлив администратор, военен лидер и безмилостен деспот. Царуването му било бележит творчески период на сефевидската ера. Гражданските войни и неприятностите от детството му (когато много от неговите роднини са били убити) го изграждат като един брутален човек прилагащ винаги съмнение.“[73]